# آدامو ناگالو
آدامو ناگالو (انگلیسی: Adamo Nagalo؛ زادهٔ ۲۲ سپتامبر ۲۰۰۲) بازیکن فوتبال اهل ساحل عاج است که برای باشگاه ورزشی پی‌اس‌وی آیندهوون بازی می‌کند. 
از باشگاه‌هایی که در آن بازی کرده است می‌توان به باشگاه فوتبال یونگ پی‌اس‌وی، باشگاه فوتبال نورشلان، و باشگاه ورزشی پی‌اس‌وی آیندهوون اشاره کرد.
وی همچنین در تیم ملی فوتبال بورکینافاسو بازی کرده است.